# Raquel Corral
Raquel Corral (Madrid, 30 de abril de 1986) é uma nadadora sincronizada espanhola, medalhista olímpica. 

## Carreira
Raquel Corral representou seu país nos Jogos Olímpicos de 2008, ganhando a medalha de prata por equipes em Pequim.